# East McKeesport, Pennsylvania
East McKeesport là một thị trấn thuộc quận Allegheny, tiểu bang Pennsylvania, Hoa Kỳ. Năm 2010, dân số của thị trấn này là 2126 người.